# Pénélope Leprévost
Pénélope Leprévost (Rouen, 1 augustus 1980) is een Frans amazone, die gespecialiseerd is in springen. Leprévost won tweemaal een zilveren medaille tijdens de Wereldruiterspelen. Leprévost haar grootste succes was het winnen van olympisch goud in Rio de Janeiro in de landenwedstrijd. In de tweede omloop in Rio de Janeiro besloot ze niet te starten nadat haar landgenoten de titel hadden veiliggesteld, hiermee was Leprévost uitgeschakeld in het individuele toernooi.

## Resultaten
- Wereldruiterspelen 2010 in Lexington 22e individueel springen met Mylord Carthago
- Wereldruiterspelen 2010 in Lexington  landenwedstrijd springen met Mylord Carthago
- Olympische Zomerspelen 2012 in Londen 47e individueel springen met Mylord Carthago
- Olympische Zomerspelen 2012 in Londen 12e landenwedstrijd springen met Mylord Carthago
- Wereldruiterspelen 2014 in Caen 29e individueel springen met Flora de Mariposa
- Wereldruiterspelen 2014 in Caen  landenwedstrijd springen met Flora de Mariposa
- Olympische Zomerspelen 2016 in Rio de Janeiro 68e individueel springen met Flora de Mariposa
- Olympische Zomerspelen 2016 in Rio de Janeiro  landenwedstrijd springen met Flora de Mariposa

1912: Lewenhaupt, Kilman, von Rosen ·
1920: König, von Rosen, Norling ·
1924: Thelning, Ståhle, Lundström ·
1928: Navarro, Álvarez, García ·
1936: Hasse, von Barnekow, Brandt ·
1948: Mariles, Uriza, Valdés ·
1952: White, Stewart, Llewellyn ·
1956: Winkler, Thiedemann, Lütke-Westhues ·
1960: Winkler, Thiedemann, Schockemöhle ·
1964: Schridde, Jarasinski, Winkler ·
1968: Day, Gayford, Elder ·
1972: Ligges, Wiltfang, Steenken, Winkler ·
1976: Parot, Rozier, Roguet, Roche ·
1980: Tsjoekanov, Poganovsky, Asmaje, Korolkov ·
1984: Fargis, Homfeld, Burr Howard, Smith ·
1988: Beerbaum, Brinkmann, Hafemeister, Sloothaak ·
1992: Raijmakers, Romp, Tops, Lansink ·
1996: Sloothaak, Nieberg, Kirchhoff, Beerbaum ·
2000: Beerbaum, Nieberg, Ehning, Becker ·
2004: Wylde, Ward, Madden, Kappler ·
2008: Ward, Kraut, Simpson, Madden ·
2012: Skelton, Maher, Brash, Charles ·
2016: Rozier, Staut, Bost, Leprévost ·
2020: von Eckermann, Baryard-Johnsson, Fredricson ·
2024: Maher, Charles, Brash
- Bibliothèque nationale de France: cb16904882w (data)
- Réseau des bibliothèques de Suisse occidentale: 02-A026768032
- Système universitaire de documentation: 25059482X
- Virtual International Authority File: 1081155284766987060460